# Parthenicus
Parthenicus är ett släkte av insekter. Parthenicus ingår i familjen ängsskinnbaggar.

## Dottertaxa tillParthenicus, i alfabetisk ordning[1]
- Parthenicus accumulus
- Parthenicus albellus
- Parthenicus aridus
- Parthenicus atriplicis
- Parthenicus aureosquamis
- Parthenicus baccharidis
- Parthenicus basicornis
- Parthenicus becki
- Parthenicus boutelouae
- Parthenicus brevicornis
- Parthenicus brindleyi
- Parthenicus brooksi
- Parthenicus brunneus
- Parthenicus candidus
- Parthenicus cercocarpi
- Parthenicus condensus
- Parthenicus consperus
- Parthenicus cowaniae
- Parthenicus covilleae
- Parthenicus cuneotinctus
- Parthenicus davisi
- Parthenicus deleticus
- Parthenicus desertus
- Parthenicus discalis
- Parthenicus femoratus
- Parthenicus furcatus
- Parthenicus fuscipilus
- Parthenicus fuscosus
- Parthenicus giffardi
- Parthenicus grex
- Parthenicus incurvus
- Parthenicus irroratus
- Parthenicus juniperi
- Parthenicus knighti
- Parthenicus merinoi
- Parthenicus micans
- Parthenicus miniopunctatus
- Parthenicus muchmorei
- Parthenicus multipunctatus
- Parthenicus mundus
- Parthenicus nevadensis
- Parthenicus nicholellus
- Parthenicus nicholi
- Parthenicus nigripunctus
- Parthenicus obsoletus
- Parthenicus oreades
- Parthenicus pallidicollis
- Parthenicus pallipes
- Parthenicus peregrinus
- Parthenicus picicollis
- Parthenicus pictus
- Parthenicus pilipes
- Parthenicus pinicola
- Parthenicus psalliodes
- Parthenicus ribesi
- Parthenicus ruber
- Parthenicus rubrinervis
- Parthenicus rubromaculosus
- Parthenicus rubropunctipes
- Parthenicus rubrosignatus
- Parthenicus rufiguttattus
- Parthenicus rufivenosus
- Parthenicus rufus
- Parthenicus rufusculus
- Parthenicus sabulosus
- Parthenicus selectus
- Parthenicus soror
- Parthenicus taxodii
- Parthenicus tenuis
- Parthenicus thibodeaui
- Parthenicus trispinosus
- Parthenicus utahensis
- Parthenicus vaccini
- Parthenicus weemsi